# Ett gammalt bergtroll
Ett gammalt bergtroll är en dikt av Gustaf Fröding. Den ingår i hans diktverk Stänk och flikar från 1896.
I dikten beskrivs ett troll som tvingar sig själv att leva i utanförskap. Ett utdrag ur dikten följer: "jag skulle allt dra till fjälls nu, men här i daln är det allt bra rart". En fager prinsessa går förbi trollet, och det tycker sig se vänliga och ödmjuka ögon. Men trollet vägrar ta emot denna ödmjukhet för det själv tycker sig vara "ondögd och vildögd". En fri tolkning är att Trollet är en symbol för hur Fröding kände sig i sitt dåtida samhälle, snarare än hur folk såg på honom.
Cornelis Vreeswijk spelade in dikten till sitt album Poem, ballader och lite blues (1970), med musik av Jojje Wadenius, Tommy Borgudd och Bosse Häggström.